# Wildphal
Wildphal ist ein Ortsteil im Stadtteil Bärbroich von Bergisch Gladbach. 

## Geschichte
Die Benennung von Wildphal erfolgte nach einer frühneuzeitlichen Hofstelle. Sie lag innerhalb der ehemaligen Gemeinde Immekeppel und gehörte zum Pfarrverband der Bensberger Filialkirche Immekeppel. Bis 1905 handelte es sich um einen kleinen Weiler mit drei Gebäuden und 13 Bewohnern. Der Flurname leitet sich ab von dem mittelhochdeutschen „phal“ (= Pfahl, vom lateinischen palus) und bezieht sich auf einen Grenzpfahl oder Grenzstein, der die Ausdehnung eines Jagdreviers, das heißt den Wildbann festlegte.

## Bergbau
Etwa 300 Meter nordöstlich von Wildphal lag in einem Siefen die Grube Loisel.